# Chris Schmidt
Christopher „Chris“ Schmidt (* 1. März 1976 in Beaverlodge, Alberta) ist ein ehemaliger deutsch-kanadischer Eishockeyspieler, der unter anderem zehn Spiele für die Los Angeles Kings in der National Hockey League (NHL) absolvierte. Zudem spielte er unter anderem für die DEG Metro Stars, den ERC Ingolstadt, die Iserlohn Roosters, Adler Mannheim und Grizzly Adams Wolfsburg in der Deutschen Eishockey Liga (DEL).

## Karriere
Chris Schmidt begann seine Karriere 1992 in der kanadischen Juniorenliga WHL, bei denen er vier Spielzeiten bei den Seattle Thunderbirds verbrachte, bevor er 1996 seinen ersten Profivertrag unterzeichnete und 18 Spiele in der East Coast Hockey League für die Mississippi Sea Wolves sowie 37 Spiele in der IHL für die Phoenix Roadrunners absolvierte. Die folgenden Jahre verbrachte der damals noch als Mittelstürmer eingesetzte Spieler zumeist in der American Hockey League, wo er für die Fredericton Canadiens, die Springfield Falcons, die Lowell Lock Monsters und die Manchester Monarchs aufs Eis ging. In der Spielzeit 1999/2000 war Schmidt außerdem für das Team Kanada aktiv. Die NHL-Rechte an ihm hatten sich die Los Angeles Kings bereits im NHL Entry Draft 1994 in der fünften Runde an 111. Position gesichert, sodass er in der Saison 2002/03 insgesamt auch zehn Einsätzen in der National Hockey League absolvierte.
Zur Saison 2005/06 wechselte Schmidt aus Nordamerika nach Deutschland zu den DEG Metro Stars aus der Deutschen Eishockey Liga, diese verließ er jedoch bereits darauffolgenden Jahr zum Ligakonkurrenten ERC Ingolstadt. Dort wurde der Kanadier zumeist als Verteidiger eingesetzt und avancierte in den Playoffs 2006/07 mit einem Tor und fünf Vorlagen in sechs Spielen zum punktbesten Spieler der Mannschaft. Anschließend wechselte er zu den Iserlohn Roosters. Da der Abwehrspieler mit deutschen Vorfahren seit 2007 die deutsche Staatsbürgerschaft besitzt, wurde er nach guten Leistungen in der Saison 2007/08 erstmals für die deutsche Nationalmannschaft nominiert, mit der er an der Weltmeisterschaft 2008 in Kanada teilnahm. Nach der Saison 2008/09 verließ Schmidt die Roosters, da er einen Vertrag bei den Adler Mannheim unterschrieben hatte.
Zur Saison 2010/11 unterschrieb er einen Vertrag bei den Kassel Huskies. Nachdem der Mannschaft die Lizenz für die DEL verweigert und der Verein daraufhin aufgelöst worden war, verließ Schmidt die Huskies wieder und war in der Folge arbeitslos. Im November des gleichen Jahres erhielt er einen Vertrag bis Saisonende bei den Grizzly Adams Wolfsburg. Am 31. Mai 2011 wechselt er vom deutschen Vizemeister Wolfsburg zu den Schwenninger Wild Wings in die 2. Bundesliga, wo er seine Karriere im Frühjahr 2013 beendete.
Nach dem Ende seiner Spielerkarriere war er in Kanada einige Jahre lang als Trainer im Nachwuchseishockey tätig.

## Erfolge und Auszeichnungen
- 1992 WHL East First All-Star Team
- 1999 Kelly-Cup-Gewinn mit den Mississippi Sea Wolves
- 2009 Teilnahme am DEL All-Star Game

## Karrierestatistik

### International
Vertrat Deutschland bei:
- Weltmeisterschaft 2008
- Qualifikationsturnier für die Olympischen Winterspiele 2010
- Weltmeisterschaft 2009
- Olympischen Winterspielen 2010

(Legende zur Spielerstatistik: Sp oder GP = absolvierte Spiele; T oder G = erzielte Tore; V oder A = erzielte Assists; Pkt oder Pts = erzielte Scorerpunkte; SM oder PIM = erhaltene Strafminuten; +/− = Plus/Minus-Bilanz; PP = erzielte Überzahltore; SH = erzielte Unterzahltore; GW = erzielte Siegtore; 1 Play-downs/Relegation; Kursiv: Statistik nicht vollständig)